# タール (打楽器)
タール（Tar、Tãr）は、主に北アフリカから中東にかけて用いられる片面の枠胴型太鼓（フレームドラム）。膜鳴楽器の枠型胴太鼓に分類される。楽器自体の歴史は大変古く、タンバリンの起源ともされる。

## 概要
構造は円形、もしくは四角形や八角形の枠に片面の革を張った形をしている。
また、両面に革が張られたもの、響き線が取り付けられたもの、タンバリンのように枠に複数の小型シンバルがはめ込まれたものなど、地域や時代によって形状はいろいろと異なることもある。このため、ドゥッフ（duff）の他に、bendir、bodhran、daira、doira、daff、deff、tef、riqq などのさまざまな名称も存在する。
奏法は、奏者が左手で楽器を自分の前に保持し、両手の指で革や枠を叩いて音を出す。